# دوو موتورز
دوو موتورز (انگلیسی: Daewoo Motors؛ ‎/ˈdeɪwuː/‎ DAY-woo) یک شرکت خودروسازی مستقر در کره جنوبی بود که در سال ۱۹۳۷ تحت عنوان «نشنال موتورز» پایه‌گذاری شد. این شرکت تا سال ۱۹۸۲ نام خود را چندین بار تغییر داد تا این که سرانجام در آن سال و در پی خریداری شرکت توسط گروه دوو، نام «دوو موتورز» بر آن نهاده شد. پس از گرفتار شدن این شرکت به مشکلات مالی، بیشتر منابع این شرکت در سال ۲۰۰۲ به قیمت ۱٫۲ میلیارد دلار به جنرال موتورز فروخته شد و به یک شرکت تابعه شرکت آمریکایی تبدیل شد. در سال ۲۰۱۱ نام «دوو» به‌طور قطعی حذف شد و نام شرکت به جی‌ام کره تغییر یافت و نشان تجاری دوو جای خود را به برند شورلت داد.

## تاریخچه
این شرکت در سال ۱۹۳۷ با نام «نشنال موتورز» در بوپیئونگ-گو، اینچئون، کره تحت استعمار ژاپن پایه‌گذاری شد. در نوامبر ۱۹۶۲ نام شرکت به «سائنارا موتورز» تغییر یافت. سائنارا به مونتاژ و فروش داتسون بلوبرد پی‌ال۳۱۰ مشغول بود. سائنارا که نخستین شرکت خودروسازی در کرهٔ جنوبی بود، به تأسیسات مونتاژ مدرن مجهز بود و پس از اعلام سیاست ارتقای صنعت خودروسازی از سوی دولت کرهٔ جنوبی در سال ۱۹۶۲ بنیان‌گذاری شد.
سائنارا موتورز پس از آن در سال ۱۹۶۵ توسط صنایع شینجین خریداری شد؛ رویدادی که پس از پایه‌گذاری همکاری با شرکت تویوتا، منجر به تغییر نام شرکت به شینجین موتورز شد.
پس از کناره‌گیری تویوتا از این همکاری در سال ۱۹۷۲، شینجین موتورز یک سرمایه‌گذاری مشترک با نام «جی‌ام کره» را با جنرال موتورز آغاز کرد، اما مجدداً در سال ۱۹۷۶ نام خود را به «سائهان موتورز» تغییر داد. جی‌ام کره کمی بعد فروش مدل رکورد خود تحت مارک جی‌ام کره را همراه با شورلت ۱۷۰۰ که خود بازنشانی از هولدن تورانا بود، آغاز کرد.

### عضوی از گروه دوو
پس از آن که گروه دوو کنترل این شرکت را از ژانویهٔ ۱۹۸۳ به دست گرفت، نام شرکت رسماً به «شرکت دوو موتور» تغییر یافت و تا سال ۱۹۹۶ تمام خودروهای این شرکت مبتنی بر مدل‌های تولیدی جنرال موتورز بودند. 

### لوگو

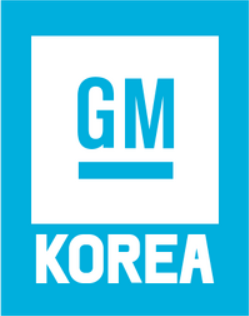
۱۹۷۲-۱۹۷۴
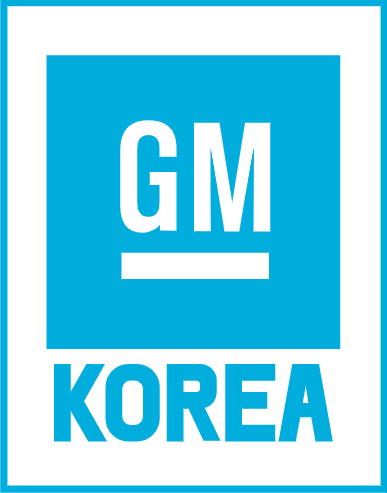
۱۹۷۴-۱۹۷۶
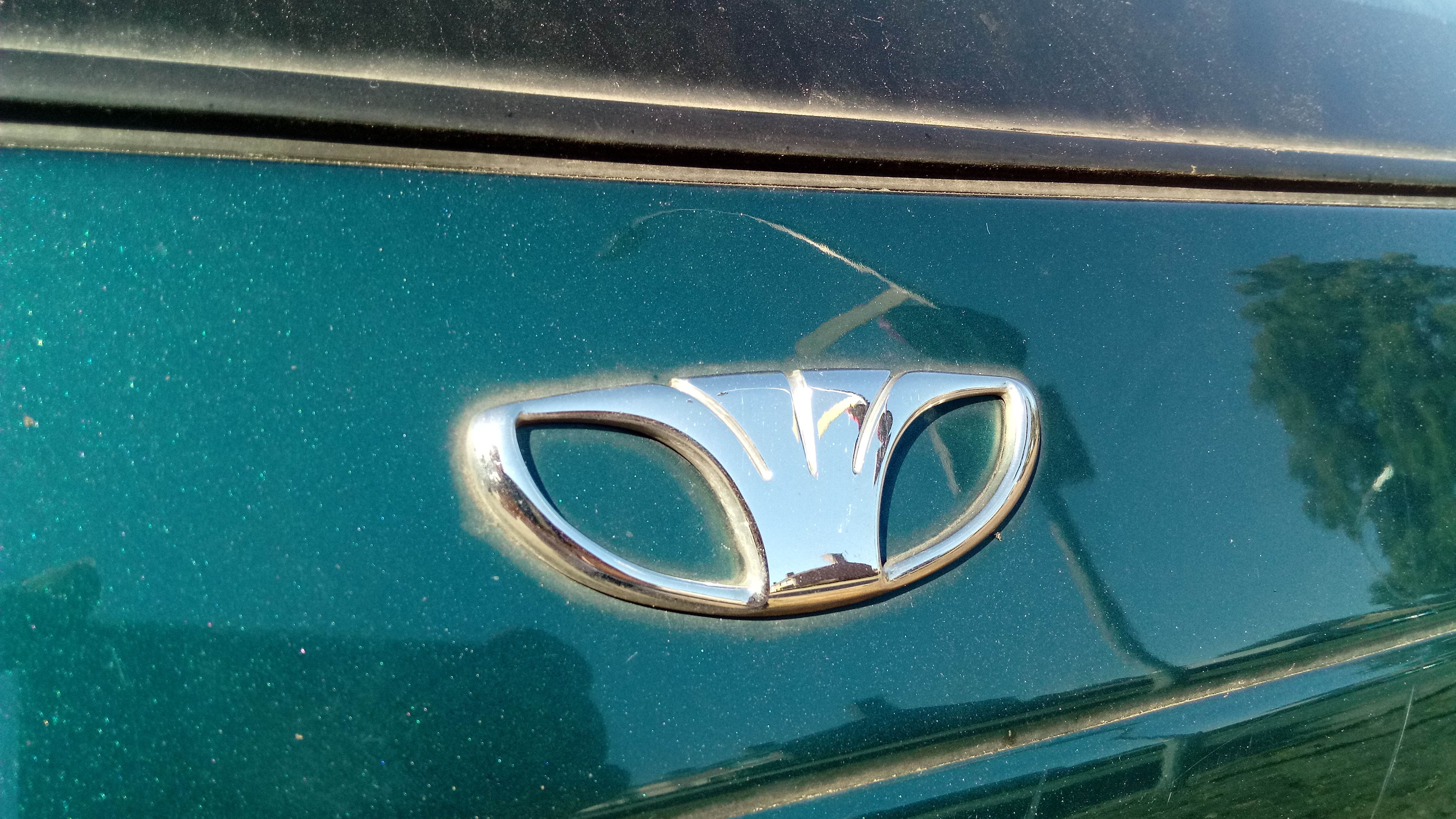
۱۹۹۴-۲۰۰۲
۲۰۰۲-۲۰۱۶

### اکتساب و سپس فروش سانگ‌یانگ موتور

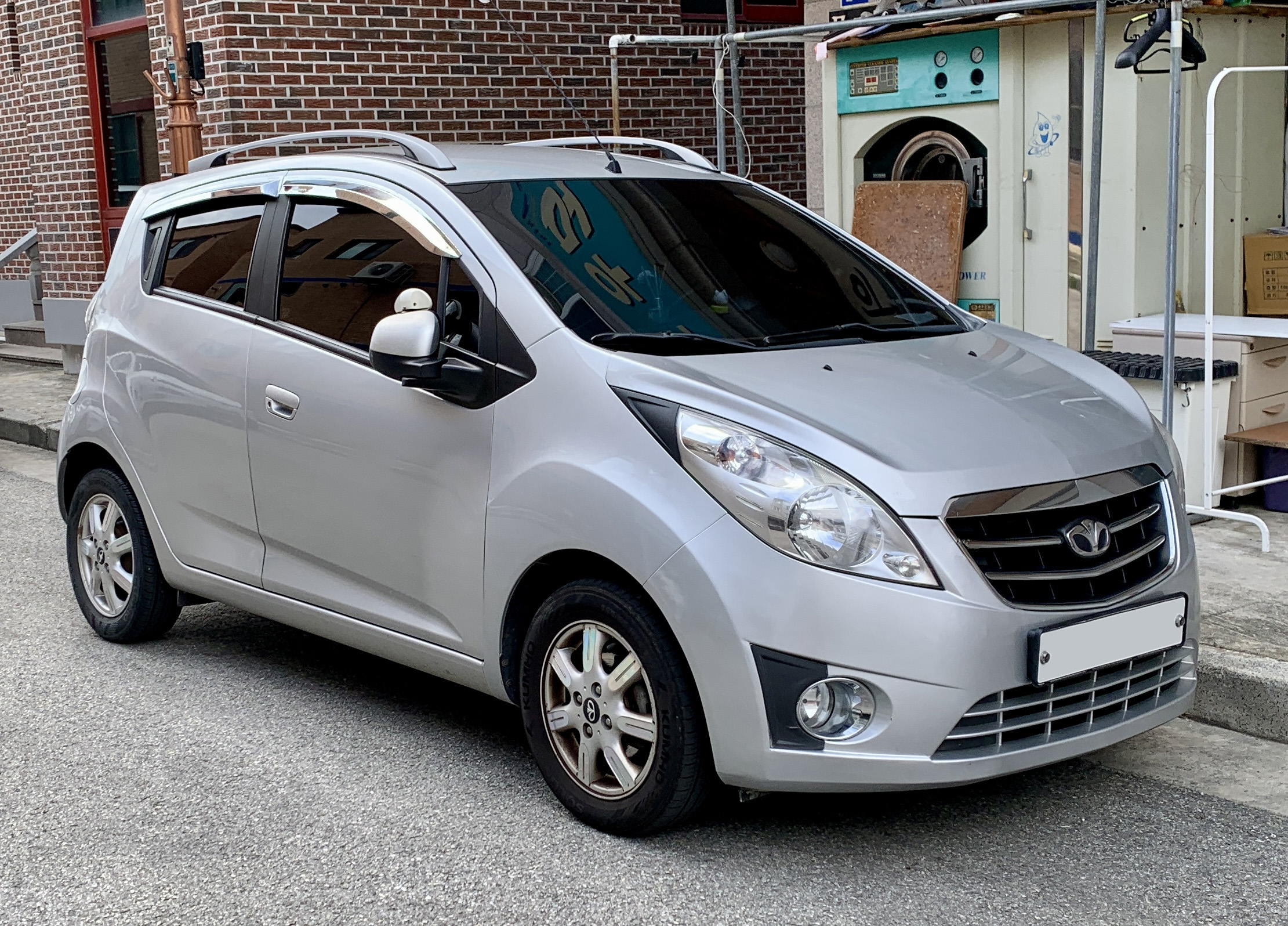
مدل ماتیز در سال ۱۹۹۸ معرفی شد و پس از خریداری دوو موتورز توسط جنرال موتورز در سال ۲۰۰۲، برند آن به شورلت تغییر یافت

در سال ۱۹۹۸ و پس از بحران مالی آسیا، دوو موتور مالکیت شرکت سانگ‌یانگ موتور که در زمینهٔ تولید خودروهای چهارچرخ محرک تخصص داشت را به دست گرفت و خیلی زود در سال ۲۰۰۰ و به‌دنبال بروز مشکلات مالی عمیق برای شرکت خوشه‌ای مادر، مجدداً سانگ‌یانگ را فروخت. مدل‌های این شرکت در کره جنوبی تحت نام دوو-سانگ‌یانگ، و در مناطق دیگر با نام دوو به‌فروش می‌رسیدند. مدل چیرمن، لیموزین پرچمدار سانگ‌یانگ، با سری مدل‌های دوو ادغام شد و به دوو چیرمن تبدیل شد و جلوپنجرهٔ سه‌تکهٔ دوو نیز بر روی آن تعبیه شد.

### فروش دوو به جنرال موتورز
تا سال ۱۹۹۹ کل گروه دوو درگیر مشکلات مالی شد و ناچار به فروش بخش خودروسازی خود گردید. نامزدهای خرید این بخش شامل هیوندای وابسته به دایملرکرایسلر، شرکت فورد موتور و اتحاد جی‌ام-فیات می‌شدند. سرانجام جنرال موتورز منابع دوو موتورز را به قیمت ۱٫۲ میلیارد دلار در سال ۲۰۰۲ خریداری کرد.
در سال ۲۰۰۲ شرکت خودروهای تجاری دوو از شرکت کادر دوو موتور جدا شد. در سال ۲۰۰۴ نیز توسط تاتا موتورز، بزرگ‌ترین شرکت تولیدکنندهٔ خودروهای سواری و تجاری هند، خریداری شد.

## Notes
1. ↑  یک سرمایه‌گذاری مشترک بنیان‌گذاری‌شده توسط شرکت محلی شینجین موتورز و جنرال موتورز بود که با جی‌ام کره که در سال ۲۰۰۲ و پس از ورشستگی دوو بنیان‌گذاری‌شده، مرتبط نیست.[۱]